# Сабуров, Пётр Фёдорович
Пётр Фёдорович Сабуров (1746 — не ранее 1805) — слободско-украинский губернатор, строитель Сабуровой дачи. Дед Н. А. Скалона.

## Биография
Родился в 1746 году в семье бригадира Фёдора Васильевича Сабурова (1717—1790) и его второй жены Надежды Ивановны (1725—1786), урождённой Камыниной. Братья — Алексей (действительный тайный советник), Иван (генерал-майор), Василий (бригадир).
До 1770 года находился на военной службе Измайловском полку: рядовой (1759), капрал (1761), фурьер (1762), сержант (1763), подпоручик (1769).
В мае 1770 года занял должность прокурора в Ахтырскую канцелярию, через три года стал губернским прокурором Слободской Украины. В 1780 году возглавил первый департамент Верхнего земского суда, с 1784 года — председатель палаты уголовного суда.
В июне 1798 года статский советник Пётр Фёдорович Сабуров получил назначение вице-губернатором в Рязанскую губернию, где получил чин действительного статского советника. Уже в декабре того же года Павел I назначил его слободско-украинским губернатором, которую он занимал до июля 1800 года.

## Семья
Благодаря удачным бракам скопил солидное состояние в 1200 душ:
- Первая жена — Екатерина Степановна Кондратьева, дочь одного из богатейших помещиков Слобожанщины;
- Вторая жена — Екатерина Алексеевна Спиридова (ум. 1778), племянница адмирала Г. А. Спиридова;
- Третья жена — Анна Андреевна Суровцова; по завещанию 1803 года передавала ценности в Ахтырский Троицкий монастырь.

В трёх браках имел трёх сыновей и двух дочерей, из которых одна была душевнобольной, а другая (Анна) вышла замуж за А. А. Скалона (1770—1851), впоследствии ставшего тайным советником.  

## Память
Память о губернаторе Сабурове осталась в названии Сабуровой дачи в окрестностях Харькова (его загородного дворца), которая, ввиду болезненного психического состояния дочери, была передана им в распоряжение местного дома умалишённых. Здание дворца губернатора, подсобных служб и конюшен сохранились на территории больницы до сих пор.